# Virgin (fiume)
Il Virgin River è un affluente di destra del fiume Colorado, negli Stati Uniti sudoccidentali, dove attraversa gli Stati dello Utah, dell'Arizona e del Nevada. 
Nasce dalla confluenza dell'East Fork Virgin River e del North Fork Virgin River, a sud del Parco nazionale di Zion. Scorre in direzione sudovest passando a sud della città di St. George, attraversa l'angolo nordoccidentale dell'Arizona ed entra in Nevada presso Mesquite. Dopo 322 km si immette nel lago Mead, a circa 60 km a est di Las Vegas.